# マトリックス レボリューションズ
『マトリックス レボリューションズ』（原題：The Matrix Revolutions）は、2003年のアメリカのSFアクション映画。『マトリックス』シリーズの3作目であり、『マトリックス リローデッド』の半年後に公開された。脚本・監督はウォシャウスキー兄弟。2003年11月5日に世界60か国で同時刻同時上映された。

## ストーリー
ベインとネオが意識不明。ネオの脳波はプラグが刺さっていないにもかかわらず、マトリックス侵入時の状態を示していたが、マトリックス内に彼の存在は確認できなかった。ネオは、ソースに弾き飛ばされた結果「モービル・アヴェニュー」というマトリックスとソースの境界に捕らえられていた。ここでネオはサティーという少女とその両親というプログラムのラーマ一家に会い、モービル・アヴェニューはメロビンジアンだけに忠実なトレインマンと呼ばれるプログラムに制御されていることを知る。
ネオがモービル・アヴェニューで捕らえられていることをセラフから伝えられたモーフィアスとトリニティーは、ネオの解放をトレインマンに迫るが、逃げられてしまう。三人はメロビンジアンの元へ乗り込み、直接交渉し解放を了承させる。
未来が見えるようになったネオは、自分が行くべきマシン・シティーの幻影を見る。自分の変化に違和感を覚え、現実に戻る前に預言者・オラクルを訪問する。オラクルはネオに、ネオとスミスとの関係、ネオの持つ力の源を説明。また、ネオがこれからどこへ行けばよいのかわからなければ「誰にとっても」明日はないと言う。ネオが去った後、スミス達が現れ、オラクルは部屋に残り続けたために取り込まれてしまう。
現実の世界では、ハンマー号とネブカドネザル号の残った乗組員がロゴス号を発見。ナイオビら乗組員と合流していた。彼らは、燃料切れのロゴス号を再起動し、目を覚ましたベインに査問を始めるが、彼は記憶がないと話す。一方ネオは、理由は説明できないがマシン・シティに行くため船が必要だと言う。ハンマー号船長のローランドは反対するが、預言者にネオの助けを選択するよう言われていたナイオビがロゴス号を提供する。トリニティは、ネオと共に行く決意をする。
ハンマー号の乗組員たちは、センチネルを避けるために、航行の難しい補助パイプラインを通ってザイオンに戻ることを計画する。出発直後、ベインの尋問を任されていたマギーが殺害されていることに気づく。既にハンマー号内にベインの姿はなく、ロゴス号に侵入しているであろうことは明らかだったが、引き返してロゴス号に警告する余裕はなかった。ロゴス号では、エンジンが起動せずヒューズの点検に向かったトリニティーをベインが人質に取り、ネオを誘き寄せる。ネオは争いの中、スミスがベインに乗り移っていることに気づく。ネオは千切れた電気ケーブルで目を焼かれ視力を失うが、スミスの姿、プログラムだけは見えていた。ネオは、スミスを倒し、トリニティーを解放する。そして二人はトリニティーの操縦でマシン・シティーに向かう。
ザイオンのドックにはセンチネルの大群が侵入を始めていた。人間側はロック司令官の指示のもと、防御ユニットを総動員して応戦するが、電磁パルスがない上、圧倒的な数の攻撃に壊滅的な打撃を受け、敗北は時間の問題だった。残された手段は、ザイオンに向かっているハンマー号の電磁パルスで敵を一掃することだったが、ドックのゲートが破壊され、操作不能となっていた。部隊長のミフネは死に際に、自身のAPUをキッドに託し、ゲートを手動で開けるよう指示。キッドによってゲートは開かれ、電磁パルスによって敵は一掃された。同時に防御ユニットもダウンしてしまい、さらに敵の掘削機が再起動したため、あと2時間で敵が寺院の内壁に到達する事態となった。
ロゴス号はセンチネル達の攻撃を受けながらもなんとかマシン・シティの中心部へたどり着き、トリニティは一瞬だけ上空の太陽を目撃することに成功するが、船ごと建物へ突っ込む形となり、トリニティは複数の鉄柱に体を貫かれていた。ネオと最後のキスを交わしてトリニティは絶命する運命にあった。ネオは、マシン・シティの支配者であるデウス・エクス・マキナと対面し、共通の脅威となったスミスを倒すことと引き換えに、ザイオン侵攻を止めるよう要求する。
デウス・エクス・マキナによってマトリックスへ送られたネオは、おびただしい数のスミス達が見守る中、一人のスミスと一対一で対峙する。多くの人間を取り込んだスミスはネオを凌ぐ強大な力を手に入れており、激しい格闘の末、ネオは追いつめられる。ネオを見下ろすスミスは、オラクルを取り込んだ時に見た光景に狂喜するが、スミスの口から出たのは、かつてオラクルがネオに対して語った、スミスの意志にはない言葉だった。違和感を覚えたスミスは一度はネオから離れようとしたものの、ネオを取り込むことを選ぶ。ネオがスミスに侵食され、スミスの姿になると、すぐに強い光を放ちながらネオは自身の心臓を自分で止める能力を発動させたことで、吸収されていたネオは消滅する。やがて周囲のスミス達も同じように消滅する。ネオと戦っていたスミスは、オラクルであり、スミスの消滅により一人取り残された。
ザイオンではセンチネルたちが去っていき、人々は戦争の終結を喜び、サティーが待つマトリックスは修復された。マトリックスではアーキテクトがサティー、セラフと共にいるオラクルの前に現れ、秩序を乱し変化を試みたことに対し、非常に危険なゲームだと言うが、オラクルはその危険にそれだけの価値があるのを知っていた。アーキテクトは、プラグを抜かれたい人間はどうなるかを尋ねられ、もちろん解放すると答える。目の前の光景にはサティーが生み出した朝日が写っていた。

## キャスト
| 役名                                      | 俳優                                                          | 日本語吹き替え | 日本語吹き替え              |
| 役名                                      | 俳優                                                          | 劇場公開版     | フジテレビ版 （追加収録版） |
| ----------------------------------------- | ------------------------------------------------------------- | -------------- | --------------------------- |
| ネオ（トーマス・A・アンダーソン／救世主） | キアヌ・リーブス                                              | 小山力也       | 森川智之                    |
| モーフィアス                              | ローレンス・フィッシュバーン                                  | 玄田哲章       | 内海賢二                    |
| トリニティー                              | キャリー＝アン・モス                                          | 日野由利加     | 戸田恵子                    |
| エージェント・スミス                      | ヒューゴ・ウィーヴィング                                      | 中田和宏       | 大塚芳忠                    |
| ナイオビ                                  | ジェイダ・ピンケット＝スミス                                  | 本田貴子       | 深見梨加                    |
| オラクル                                  | メアリー・アリス                                              | 此島愛子       | 沢田敏子                    |
| ロック司令官                              | ハリー・J・レニックス                                         | 石塚運昇       | 菅生隆之                    |
| リンク                                    | ハロルド・ペリノー・ジュニア                                  | 大川透         | 鳥海勝美                    |
| メロヴィンジアン                          | ランベール・ウィルソン                                        | 中村秀利       | 江原正士                    |
| パーセフォニー                            | モニカ・ベルッチ                                              | 大坂史子       | きのしたゆうこ              |
| ジー                                      | ノーナ・ゲイ                                                  | 朴璐美         | 引田有美                    |
| ハーマン評議員                            | アンソニー・ザーブ                                            | 村松康雄       | 麦人                        |
| ミフネ                                    | ナサニエル・リーズ                                            | 佐々木勝彦     | 小林修                      |
| セラフ                                    | コリン・チョウ                                                | 辻谷耕史       | 家中宏                      |
| ベイン                                    | イアン・ブリス                                                | 斉藤瑞樹       | 蓮池龍三                    |
| アーキテクト                              | ヘルムート・バカイティス                                      | 有本欽隆       | 中村正                      |
| トレインマン                              | ブルース・スペンス                                            | 遠藤純一       | 斎藤志郎                    |
| カズ                                      | ジーナ・トーレス                                              | 唐沢潤         | - (?)                       |
| キッド                                    | クレイトン・ワトソン                                          | 緑川光         | 石田彰                      |
| ウェスト評議員                            | コーネル・ウェスト                                            | 沢木郁也       | 宝亀克寿                    |
| ディラード評議員                          | ロビン・ネビン                                                | 沢田敏子       | 野村須磨子                  |
| グレイス評議員                            | フランシーヌ・ベル                                            | 重松朋         |                             |
| ラーマ・カンドラ                          | バーナード・ホワイト                                          | 辻親八         | 森田順平                    |
| カマラ                                    | タリニー・ミューダリア                                        | 湯屋敦子       |                             |
| サティー                                  | タンビーア・K・アトウォル                                     | 最上莉奈       | 小林沙苗                    |
| ローランド                                | デヴィッド・ロバーツ                                          | 仲野裕         | 青山穣                      |
| ゴースト                                  | アンソニー・ウォン                                            | 二又一成       | 駒谷昌男                    |
| 副官                                      | ルパート・リード                                              |                | 佐久田修                    |
| デウス・エクス・マキナ                    | ヘンリー・プラジンカム ケビン・マイケル・リチャードソン（声） | 中村秀利       | 斎藤志郎                    |
| マギー                                    | エッシー・デイヴィス                                          | 唐沢潤         | 幸田直子                    |
| スパークス                                | ラッキー・ヒューム                                            | 阪口周平       | 福山廉士                    |
| モーゼル                                  | クリストファー・カービー                                      | 佐々木勝彦     | 大川透                      |
| エーケイ                                  | ロバート・マモーネ                                            | 石住昭彦       |                             |
| コルト                                    | ピーター・ラム                                                | 斉藤瑞樹       | 星野貴紀                    |
| チャラ                                    | レイチェル・ブラックマン                                      | 湯屋敦子       |                             |

- 劇場公開版吹き替え - VHS・DVD・BD収録

その他吹き替え - 楠大典、新垣樽助、吉野貴宏、小伏伸之
- フジテレビ版吹き替え - 初回放送2007年2月3日『土曜プレミアム』(21:00-23:24)

その他吹き替え - 鈴木正和、熊谷ニーナ
2015年2月21日にWOWOWで放送された際、カット部分を同一声優で追加録音したものが放送された。
2018年11月7日発売の「マトリックス トリロジー 4K ULTRA HD& HD デジタル・リマスター ブルーレイ」には劇場公開版と共に、WOWOW追加収録版が収録。

## スタッフ
- 製作総指揮：ウォシャウスキー兄弟
- 美術：オーウェン・ペイターソン
- 衣装デザイン：キム・バレット

日本語版
| -              | ソフト版                          | フジテレビ版              |
| -------------- | --------------------------------- | ------------------------- |
| 演出           | 岩浪美和                          | 小林守夫                  |
| 翻訳           | 久保喜昭                          | 栗原とみ子 （古瀬由紀子） |
| 調整           | N/A                               | オムニバス・ジャパン      |
| 録音           | 田中和成                          | オムニバス・ジャパン      |
| 効果           | N/A                               | サウンドボックス          |
| 編集           | オムニバス・ジャパン              | N/A                       |
| プロデューサー | 尾谷アイコ 小出春美               | 中島良明 松永紀見子       |
| 制作           | ワーナー・ホーム・ビデオ 東北新社 | 東北新社                  |

## 配役
預言者オラクル役を演じたグロリア・フォスターが糖尿病による合併症で亡くなったため、この役はメアリー・アリスが引き継いだ。

## 公開
インドではこれが他の国々と同時に公開された初めてのハリウッド映画だった。
この映画は、オムニマックスで公開された最初の実写映画だった。ウォシャウスキー兄弟は映画の公開時、キアヌ・リーブスとジェイダ・ピンケット＝スミスとともに東京のオープニングイベントに出席した。

## 映像ソフト
- 2004年4月以後DVDが発売されている。
- 2008年12月以降、単体ブルーレイ、3作品同梱のブルーレイが発売されている。

## テレビ放送
| 回数 | 放送局     | 放送枠           | 放送日        | 放送時間    | 放送分数 | 吹替版       | 視聴率 | 備考 |
| ---- | ---------- | ---------------- | ------------- | ----------- | -------- | ------------ | ------ | ---- |
| 1    | フジテレビ | 土曜プレミアム   | 2007年2月3日  | 21:00-23:24 | 144分    | フジテレビ版 |        |      |
| 2    | 日本テレビ | 金曜ロードショー | 2008年6月27日 | 21:03-23:14 | 131分    | フジテレビ版 |        |      |